# Hanna Marusava
Hanna Anatoleŭna Marusava (in bielorusso Ганна Анатолеўна Марусава?; Mahilëŭ, 8 gennaio 1978) è un'arciera bielorussa.

## Palmarès
- Mondiali

Belek 2013: argento nella gara a squadre.
- Giochi europei

Minsk 2019: argento nella gara a squadre.